# Ketorolac
Ketorolac (commercializzato con i nomi Toradol, Lixidol, Acular, Kevindol, Rikedol e generici) è un farmaco antinfiammatorio non steroideo della famiglia degli eteroaril-acetici, disponibile commercialmente come compresse orali, gocce, iniettabile, spray nasale e soluzione oftalmica. Le sue proprietà analgesiche lo rendono uno strumento utile nella gestione del dolore in molteplici contesti, tra cui il dolore postoperatorio, l'artrite reumatoide, l'osteoartrite, i disturbi mestruali, le cefalee, il dolore spinale e dei tessuti molli, e la spondilite anchilosante. In modo impressionante, il ketorolac ha una efficacia simile alle dosi standard di morfina e meperidina, rendendolo un utile agente risparmiatore di oppioidi.

## Farmacologia

### Farmacodinamica
Il ketorolac esercita la sua azione attraverso l'inibizione sia dell'enzima COX-1 che dell'enzima COX-2, responsabili della trasformazione dell'acido arachidonico in prostaglandine. L'enzima COX-1, attivo costantemente, si ritrova nelle piastrine, nella mucosa gastrica e nell'endotelio dei vasi sanguigni, mentre l'enzima COX-2 viene attivato in risposta all'infiammazione, al dolore e alla febbre.
L'inibizione dell'enzima COX-1 è associata ad un aumento del rischio di sanguinamento e di ulcere gastriche, mentre gli effetti desiderati di riduzione dell'infiammazione e dell'analgesia sono correlati all'inibizione dell'enzima COX-2. Di conseguenza, è consigliato evitare l'uso prolungato del ketorolac nonostante la sua efficacia nel controllo del dolore, poiché ciò potrebbe aumentare il rischio di gravi effetti avversi come sanguinamenti gastrointestinali, ulcere peptiche e perforazioni.
L'effetto si manifesta attraverso l'inibizione di importanti percorsi nella sintesi delle prostaglandine, che costituiscono il fondamento del suo meccanismo d'azione. Nonostante agisca come un inibitore non selettivo sia dell'enzima COX-1 che dell'enzima COX-2, è soprattutto l'inibizione del COX-2 a conferire a ketorolac la sua efficacia clinica. Il COX-2, un enzima che si attiva in risposta a specifici segnali, è responsabile della trasformazione dell'acido arachidonico in prostaglandine, le quali svolgono un ruolo chiave nell'infiammazione e nel dolore. Attraverso la sua azione di blocco su questo percorso, ketorolac riesce a raggiungere l'effetto analgesico e a ridurre l'infiammazione. Ketorolac viene somministrato sotto forma di una miscela racemica, anche se è principalmente l'enantiomero "S" a conferire l'attività farmacologica prevalente.

### Farmacocinetica
Il farmaco viene rapidamente e completamente assorbito dopo l'assunzione orale, con una biodisponibilità dell'80%. La concentrazione plasmatica massima (Cmax) viene raggiunta entro 20-60 minuti dall'assunzione e, quando somministrato per via intramuscolare, l'area sotto la curva di concentrazione plasmatica nel tempo (AUC) è direttamente proporzionale alla dose somministrata.
Dopo l'assunzione intramuscolare, ketorolac presenta un tempo per raggiungere la concentrazione plasmatica massima (tmax) di circa 45-50 minuti, mentre per l'assunzione orale il tmax è di circa 30-40 minuti. Il tasso di assorbimento può essere ritardato dalla presenza di cibo, tuttavia l'entità complessiva dell'assorbimento rimane invariata.
Il volume apparente di distribuzione del ketorolac negli individui sani umani è pari o inferiore a 0,25 L/kg. Più del 99% del ketorolac si lega alle proteine plasmatiche.

#### Metabolismo
Il metabolismo del farmaco avviene principalmente nel fegato attraverso processi di idrossilazione o coniugazione. Tuttavia, sembra che il percorso metabolico chiave sia rappresentato dalla coniugazione con acido glucuronico. L'attività metabolica di fase I coinvolge enzimi come CYP2C8 e CYP2C9, mentre la fase II del metabolismo è mediata dall'enzima UDP-glucuronosiltransferasi (UGT) 2B7.

#### Eliminazione
È principalmente eliminato per via renale e circa il 92% della dose può essere recuperato nelle urine, di cui il 60% in forma inalterata e il 40% come metaboliti. Inoltre, il 6% di una singola dose viene eliminato nelle feci.

#### Emivita
Il ketorolac trometamina viene somministrato come una miscela racemica, pertanto è necessario considerare l'emivita di ciascun enantiomero. L'emivita dell'enantiomero S è di circa 2,5 ore, mentre quella dell'enantiomero R è di circa 5 ore. Sulla base di questi dati, l'enantiomero S viene eliminato circa due volte più velocemente dell'enantiomero R.

#### Clearance
La clearance plasmatica è compresa tra 0,021 e 0,037 L/h/kg. Inoltre, gli studi hanno dimostrato che la clearance delle dosi orali, intramuscolari e endovenose di ketorolac sono confrontabili, il che suggerisce una cinetica lineare. È importante notare che la clearance nei bambini è circa il doppio rispetto a quella degli adulti.

## Usi clinici

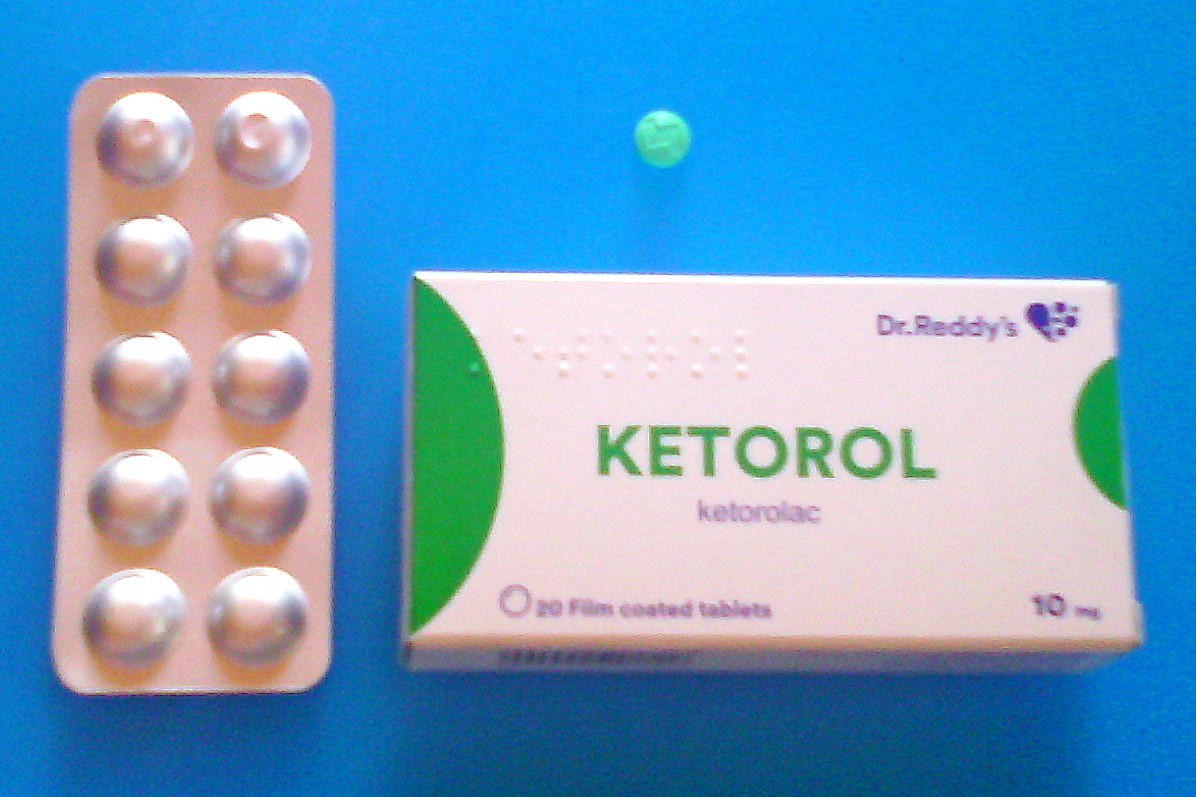
Ketorolac

Il ketorolac è indicato per la gestione a breve termine del dolore acuto che richiede un livello di controllo del dolore paragonabile agli oppioidi. I medici possono optare per l'utilizzo del ketorolac per gestire il dolore post-operatorio, il dolore alla colonna vertebrale e ai tessuti molli, l'artrite reumatoide, l'osteoartrite, la spondilite anchilosante, emicrania acuta, dolore oculare, infiammazione, edema maculare cistoide, prurito oculare, pericardite acuta, edema maculare cistoide pseudofachico, dolore acuto e moderato, dolore grave acuto, i disturbi mestruali e le cefalee. Indipendentemente dall'eziologia del dolore, i pazienti dovrebbero utilizzare la dose più bassa possibile e evitare l'uso prolungato del ketorolac (idealmente ≤ 5 giorni). Un vantaggio nell'uso del ketorolac rispetto ad altri analgesici con una potenza simile è che non sembra esserci un rischio di dipendenza o tolleranza.

## Tossicità
L'incidenza di effetti avversi indesiderati risulta direttamente proporzionale con la dose somministrata. In particolare, si osservano frequentemente effetti avversi come dolore addominale, dispepsia, nausea e cefalea, con una frequenza superiore al 10%. L'impiego a breve termine di ketorolac è generalmente associato a effetti indesiderati di lieve entità, i quali coinvolgono principalmente l'apparato gastrointestinale e il sistema nervoso, e si manifestano in circa il 39% dei pazienti. L'assunzione eccessiva di ketorolac può determinare sintomi quali nausea, vomito, dolore epigastrico, sanguinamento gastrointestinale, astenia e sonnolenza. In casi meno comuni, il sovradosaggio può provocare insufficienza renale acuta, ipertensione, depressione respiratoria e coma.
Ketorolac è classificato come farmaco di Categoria C durante la gravidanza in quanto vi sono prove limitate riguardo alla sua sicurezza in questa popolazione. I FANS, incluso il ketorolac, incrementano il rischio di chiusura prematura del dotto arterioso fetale nel terzo trimestre di gestazione. Pertanto, a partire dalla trentesima settimana di gravidanza, le donne in attesa dovrebbero evitare l'assunzione di ketorolac.
Ketorolac è rilevabile nel latte materno e, sebbene non siano stati riscontrati effetti negativi nei lattanti allattati al seno in base ai dati attuali, si raccomanda cautela nel prescrivere ketorolac alle madri che allattano. I potenziali benefici dell'uso del farmaco dovrebbero essere valutati rispetto ai rischi, e si suggerisce alle madri di monitorare attentamente il neonato e di consultare il pediatra in caso di insorgenza di eventuali effetti indesiderati.
Si sconsiglia alle donne in fase di concepimento di assumere ketorolac in quanto potrebbe interferire con la sintesi delle prostaglandine e compromettere la fertilità.